# Liste des épisodes de New Girl
La liste des épisodes de New Girl, série télévisée américaine, est constituée de 146 épisodes.

## Panorama des saisons
| Saison | Nombre d'épisodes | Diffusion originale sur Fox | Diffusion originale sur Fox | Diffusion originale sur Fox | Diffusion originale sur Fox |
| Saison | Nombre d'épisodes | Année                       | Jour et heure               | Début de saison             | Fin de saison               |
| ------ | ----------------- | --------------------------- | --------------------------- | --------------------------- | --------------------------- |
| 1      | 24                | 2011-2012                   | Mardi 21 h                  | 20 septembre 2011           | 8 mai 2012                  |
| 2      | 25                | 2012-2013                   | Mardi 21 h                  | 25 septembre 2012           | 14 mai 2013                 |
| 3      | 23                | 2013-2014                   | Mardi 21 h                  | 17 septembre 2013           | 6 mai 2014                  |
| 4      | 22                | 2014-2015                   | Mardi 21 h                  | 16 septembre 2014           | 5 mai 2015                  |
| 5      | 22                | 2016                        | Mardi 20 h                  | 5 janvier 2016              | 10 mai 2016                 |
| 6      | 22                | 2016-2017                   | Mardi 20 h 30               | 20 septembre 2016           | 4 avril 2017                |
| 7      | 8                 | 2018                        | Mardi 20 h 30               | 10 avril 2018               | 15 mai 2018                 |

## Liste des épisodes

### Première saison (2011-2012)
Composée de vingt-quatre épisodes, elle a été diffusée du 20 septembre 2011 au 8 mai 2012 sur la Fox, aux États-Unis.
1. Trois gars, une fille (Pilot)
2. Kryptonite (Kryptonite)
3. La Danse des canards (Wedding)
4. Le Bâton des sentiments (Naked)
5. L'Ouragan Cece (Cece Crashes)
6. Mortel Thanksgiving (Thanksgiving)
7. Sauvés par le dong (Bells)
8. De l'importance d’être un bon coup (Bad in Bed)
9. Le Râteau de Noël (The 23rd)
10. À plus dans le bus (The Story of the 50)
11. Trucs de filles (Jess and Julia)
12. Le Mal partout (The Landlord)
13. Recherche Valentin désespérément (Valentine's Day)
14. Le Sens caché du cactus (Bully)
15. La Boule d'angoisse (Injured)
16. Peace and Love (Control)
17. Monsieur j'ai-tout-bon, première partie (Fancyman: Part One)
18. Monsieur j'ai-tout-bon, deuxième partie (Fancyman: Part Two)
19. Inavouables secrets (Secrets)
20. Un week-end normal (Normal)
21. L'Indien dans le placard (Kids)
22. Fruits de la passion (Tomatoes)
23. Les Réchauffeurs (Backslide)
24. À la prochaine ! (See Ya)

### Deuxième saison (2012-2013)
Le 9 avril 2012, la série a été renouvelée pour une deuxième saison de vingt-cinq épisodes. Elle a été diffusée du 25 septembre 2012 au 14 mai 2013 sur la Fox, aux États-Unis.
1. La Soirée de tous les dangers (Re-Launch)
2. Katie la tigresse (Katie)
3. Le Stimulateur affectif (Fluffer)
4. Ô vieillesse ennemie (Neighbors)
5. Top model réduit (Models)
6. Halloween (Halloween)
7. L'exception qui confirme les règles (Menzies)
8. Thanksgiving en famille (Thanksgiving II)
9. Esprits féconds (Eggs)
10. Le Supplice de la baignoire (Bathtub)
11. Le Père-Noël existe (Santa)
12. La Fée verte (Cabin)
13. Un amour de père (A Father's Love)
14. Pepperwood mène l'enquête (Pepperwood)
15. Un baiser pas volé (Cooler)
16. La Table 34 (Table 34)
17. Tout le monde veut prendre la place (Parking Spot)
18. L'Étainfinité (Tinfinity)
19. Noyer le poisson (Quick Hardening Caulk)
20. Quatre amis et un enterrement (Chicago)
21. Les Maudits du rencard (First Date)
22. Le petit oiseau va sortir (Bachelorette Party)
23. Toute première fois (Virgins)
24. Yolanda Winston (Winston's Birthday)
25. Mariage à Bollywood (Elaine's Big Day)

### Troisième saison (2013-2014)
Le 4 mars 2013, la série a été renouvelée pour une troisième saison de vingt-trois épisodes. Elle a été diffusée du 17 septembre 2013 au 6 mai 2014 sur la Fox, aux États-Unis.
1. Tapis ! (All In)
2. Le Chat et la Souris (Nerd)
3. Le Polybigame (Double Date)
4. Le Capitaine (The Captain)
5. Le Nombril du monde (The Box)
6. Michael Keaton (Keaton)
7. Coach (Coach)
8. Hachés menus (Menus)
9. Le Bal des célibataires (Longest Night Ever)
10. Into the Wild (Thanksgiving III)
11. Rêves de comptoir (Clavado En Un Bar)
12. Pistons vs Bulls (Basketsball)
13. Joyeux anniversaire Jess (Birthday)
14. Une nuit avec Prince (Prince)
15. Ex et Compagnie (Exes)
16. Oh Abby Day, première partie (Sister)
17. Oh Abby Day, deuxième partie (Sister II)
18. Oh Abby Day, troisième partie (Sister III)
19. Un avocat pas très mûr (Fired Up)
20. Lendemain de cuite (Mars Landing)
21. Grande Nouvelle / Le Costard rose (Big News)
22. L'amour dure toujours / Les Chaperons (Dance)
23. La Croisière / Croisière (Cruise)

### Quatrième saison (2014-2015)
Le 7 mars 2014, la série a été renouvelée pour une quatrième saison de vingt-deux épisodes. Elle a été diffusée du 16 septembre 2014 au 5 mai 2015 sur Fox, aux États-Unis.
1. Le Dernier Mariage (The Last Wedding)
2. Hyper Speed Dating (Dice)
3. Filles à papa (Julie Beckman's Older Sister)
4. Micro-défauts (Micro)
5. Un secrétaire particulier (Landline)
6. Un problème de meth (Background Check)
7. Mes deux meilleurs amis (Goldmine)
8. Profs (Teachers)
9. Sexgiving (Thanksgiving IV)
10. Bagarre de filles (Girl Fight)
11. Noël à Downton Abbey (LAXmas)
12. Les Requins et les Dauphins (Shark)
13. Classe verte (Coming Out)
14. Schnick Industries (Swuit)
15. Le Barathon (The Crawl)
16. Souvenirs de Portland (Oregon)
17. Arachnophobie exacerbée (Spiderhunt)
18. La  Marche de la honte (Walk of Shame)
19. Une maman envahissante (The Right Thing)
20. Golf qui peut (Par 5)
21. Docteur de l'amour (Panty Gate)
22. Bye bye Coach (Clean Break)

### Cinquième saison (2016)
Le 31 mars 2015, la série a été renouvelée pour une cinquième saison - et fêtera également son 100e épisode - de vingt-deux épisodes. Avant même le renouvellement de cette cinquième saison, l'équipe de production a commencé à travailler sur cette saison et a décidé de ne pas intégrer la grossesse de Zooey Deschanel à l'écran. Elle a été diffusée du 5 janvier 2016 au 10 mai 2016 sur Fox, aux États-Unis.
1. Le Pouvoir de la danse (Big Mama P)
2. Romantisme et Modélisme (What About Fred)
3. Jurer mais pas trop (Jury Duty)
4. Opération : Bed and Breakfast (No Girl)
5. Don de soi (Bob and Carol and Nick and Schmidt)
6. La Nouvelle Ex (Reagan)
7. L'Art de la rupture (Wig)
8. La Décision (The Decision)
9. Grosse Chaleur (Heat Wave)
10. Juré 237B (Goosebumps Walkaway)
11. Second Couteau (The Apartment)
12. Code couleur (D-Day)
13. La Ferme des sentiments (Sam, Again)
14. 100 mètres (300 Feet)
15. Rhondalisé (Jeff Day)
16. Le Rêve (Helmet)
17. Road Trip (Road Trip)
18. Le Bonheur au bout du chemin (A Chill Day In)
19. C'est une robe (Dress)
20. Retour à l'envoyeur (Return to Sender)
21. Répétition générale (Wedding Eve)
22. Y a-t-il un marié dans l'avion ? (Landing Gear)

### Sixième saison (2016-2017)
Le 12 avril 2016, la série a été renouvelée pour une sixième saison de vingt-deux épisodes. Elle a été diffusée du 20 septembre 2016 au 4 avril 2017 sur Fox, aux États-Unis.
1. Maison à vendre (House Hunt)
2. Hibidy Babidy (Hubbedy Bubby)
3. Pas de retour (Single and Sufficient)
4. Les Pachas modernes (Homecoming)
5. Jaipur Aviv (Jaipur Aviv)
6. Les Tablettes de chocolat (Ready)
7. Thanksgavin (Last Thanksgiving)
8. James Wonder (James Wonder)
9. C'est Bueno (Es Good)
10. Le Père Noël secret (Christmas Eve Eve)
11. Le Secret (Raisin's Back)
12. Cop Model (The Cubicle)
13. Cece's Boys (Cece's Boys)
14. Fausse Route (The Hike)
15. La Glue (Glue)
16. Félins pour l'autre (Operation: Bobcat)
17. Rumspringa (Rumspringa)
18. Principale Jess (Young Adult)
19. Ménage à trois (Socalyalcon VI)
20. Star de la radio (Misery)
21. Le Prénom (San Diego)
22. Tourner la page (Five Stars for Beezus)

### Septième saison (2018)
Le 14 mai 2017, la série a été renouvelée pour une septième et dernière saison de huit épisodes. Elle a été diffusée du 10 avril 2018, au 15 mai 2018 sur Fox, aux États-Unis.
1. La Moustache (About Three Years Later)
2. Deux hommes et un écrivain (Tuesday Meeting)
3. Le Syndrome de la page blanche (Lillypads)
4. Chaticide (Where the Road Goes)
5. Jouer à la marraine (Godparents)
6. Adopte un chien (Mario)
7. La Malédiction de la fiancée pirate (The Curse of the Pirate Bride)
8. Alleluia Bummergee (Engram Pattersky)